# Лампасас (Тексас)
Лампасас (енгл. Lampasas) град је у америчкој савезној држави Тексас. По попису становништва из 2010. у њему је живело 6.681 становника.

## Демографија
Према попису становништва из 2010. у граду је живело 6.681 становника, што је 105 (1,5%) становника мање него 2000. године.
| Група             | 2000.         | 2010.         |
| Белци             | 4.988 (73,5%) | 4.760 (71,2%) |
| Афроамериканци    | 138 (2,0%)    | 102 (1,5%)    |
| Азијати           | 39 (0,6%)     | 49 (0,7%)     |
| Хиспаноамериканци | 1.568 (23,1%) | 1.641 (24,6%) |
| Укупно            | 6.786         | 6.681         |